# ЛГБТ-сообщество
ЛГБТ-сообщество или квир-сообщество (от англ. LGBT-community, queer community) — сообщество лесбиянок, геев, бисексуалов, трансгендерных людей (ЛГБТ) и прочих сексуальных меньшинств, объединяемое общими интересами, проблемами и целями. Оно состоит из различных групп общения, общин, субкультурных течений, квир-кварталов и квир-организаций.

## Символика
ЛГБТ-сообщество и движения за права человека в отношении ЛГБТ-людей имеют свою особенную символику. Эти знаки, разные по происхождению и смыслу, помогают по мнению квиров, идентифицировать себя, повышают уверенность и самооценку перед лицом дискриминации и угнетения. Они демонстрируют единение сообщества, его открытость, гордость и общие ценности. Квир-символы играют важную роль в создании видимости сообщества, ранее маргинализированного и невидимого. Самые известные из них — радужный флаг и розовый треугольник.
До второй половины XX века во многих обществах полагали, что сексуальная ориентация, отличающаяся от ориентации большинства, является признаком греха или болезни, во многих странах она преследовалась законом. Гомо- и бисексуалы были вынуждены скрываться, чтобы избежать издевательств, заключения или даже смерти. В конце 1960-х годов на фоне активного развития контркультурного, феминистического движений, движения за гражданские права чернокожих в США началось самоосознание квир-сообщества и развитие движение за права человека в отношении ЛГБТ, что потребовало создания новых символов для самоидентификации и манифестации единства.

## Движение за равноправие
Движение за права сексуальных и гендерных меньшинств — гражданское общественное движение, которое стремится добиться изменений в законодательстве, направленных на обеспечение и защиту прав человека в отношении квир-сообщества, способствовать социальной адаптации его представителей в обществе. Противниками движения за соблюдение прав человека в отношении сексуальных и гендерных меньшинств являются разнообразные политические и религиозные организации и движения, совокупно обозначаемые как антигомосексуальное движение.
Права квир-граждан отличаются по странам от легализованных однополых браков и однополых партнерств, до тюремного заключения и смертной казни.
Законы, касающиеся квир-граждан включают (но не ограничиваются) в себя: признание государством однополых отношений, законное право открыто служить в рядах вооруженных сил, усыновление или адаптация детей однополыми семьями, принятие иммиграционных и антидискриминационных законов, пресечение преступлений на почве ненависти к представителям квир-сообщества и другое.

### Брачное равноправие
Одной из основных целей движения за равноправие является легализация браков между лицами одного пола. Следует отличать однополый брак от «однополого гражданского партнёрства» и других форм однополых союзов, которые юридически отличаются от браков и часто имеют значительные ограничения в сравнении с браком.
Факт регистрации брака закрепляет за парой различные специфичные права: право на совместное имущество, право на алименты, права на наследование, социальное и медицинское страхование, льготное налогообложение и кредитование, право на имя, право не свидетельствовать в суде против супруга, право выступать доверенным лицом от имени супруга в случае его недееспособности по состоянию здоровья, право на распоряжение телом супруга в случае смерти, право на совместное родительство и воспитание приёмных детей и другие права, которых лишены незарегистрированные пары.
Противники однополых браков утверждают, что по традиции и по религиозным нормам в брак могут вступать только мужчина и женщина, а потому требования геев, лесбиянок и бисексуалов признать за ними такое же право абсурдны и речь здесь идёт не о равноправии гомо-, би- и гетеросексуалов, а о предоставлении гомо- и бисексуалам нового беспрецедентного права.
В большинстве стран мира такие браки юридически не признаются кроме Канады, Голландии, Испании, Франции, Португалии, Швеции, Норвегии, Исландии, США и некоторых иных.
Сторонники однополого брака указывают, что регистрация брака есть юридическое действие, независимое от религиозной нормы (в большинстве современных государств юридическое и церковное оформление брачных отношений происходят раздельно), и что закон должен следовать за общественными изменениями, приводящими к ликвидации неравноправия между людьми, — как это и происходит на протяжении последних столетий, когда постепенно отменялись существовавшие прежде запреты на регистрацию браков (например, между супругами, принадлежащими к различным социальным слоям, конфессиям или расам). При этом они рассматривают право на брак через призму естественных прав человека, права на психическое и физическое здоровье, равенство перед законом.